# Pienisaari (ö i Södra Karelen, Villmanstrand, lat 60,82, long 27,54)
Pienisaari är en ö i Finland. Den ligger i sjön Ounionjärvi och i kommunen Luumäki i den ekonomiska regionen  Villmanstrands ekonomiska region  och landskapet Södra Karelen, i den södra delen av landet, 160 km nordost om huvudstaden Helsingfors. Öns area är 0,2 hektar och dess största längd är 70 meter i sydöst-nordvästlig riktning.